# Donna Leon – Blutige Steine
Blutige Steine ist ein deutscher Fernsehfilm von Sigi Rothemund aus dem Jahr 2008, der auf dem gleichnamigen Roman von Donna Leon basiert. Es handelt sich um die 14. Episode der ARD-Kriminalfilmreihe Donna Leon mit Uwe Kockisch als Commissario Guido Brunetti in der Hauptrolle.

## Handlung
Auf einer Einkaufsstraße wird völlig unvermittelt ein afrikanischer Straßenhändler erschossen, ein zweiter flieht mit einer Schusswunde. Niemand kennt diese Leute, niemand will etwas mit ihnen zu tun haben. Auf der Suche nach dem Mörder gerät Commissario Brunetti selbst unter Beschuss, als er die Wohnung des Erschossenen aufsucht. Dort hatte der Killer auf den Verwundeten gewartet, und als Brunetti in dieser Wohnung nach der Flucht des Killers Rohdiamanten findet, versteht er auch, warum der Killer sicher war, dass der Verwundete dorthin kommen würde.
Vice Questore Patta versucht Brunetti mehrfach den Fall mit Hinweis auf das Innenministerium in Rom zu entziehen; es handele sich bei den Opfern nämlich um Mitglieder einer Terrorzelle, daher sei die Staatspolizei zuständig. Indessen wird Brunetti unterwegs von dem verwundeten Afrikaner überfallen, der ihm die beschlagnahmten Rohdiamanten wieder abnehmen möchte, doch noch während des Kampfes wird der Afrikaner erschossen. Eine Tätowierung am Bauch des Toten weist diesen als Anführer des in Angola, Kongo und Sambia lebenden Volkes der Chokwe aus. Wegen der reichen Diamantvorkommen in deren Lebensraum führt diese Bevölkerungsgruppe einen Bürgerkrieg gegen die angolanischen Regierungstruppen, die die Bodenschätze für sich beanspruchen. Der Getötete wollte durch den Verkauf der Diamanten Waffen für sein Volk beschaffen.
Brunetti stellt Patta in einem Restaurant zur Rede, wo dieser mit den „hohen Herren“ aus Rom diniert. Nach heftigem Wortwechsel suspendiert Patta den Commissario; er solle ein Versetzungsgesuch nach Sizilien stellen. Brunetti ermittelt auf eigene Faust weiter, z. T. von seinen Kollegen ermutigt, die ihm berichten, dass die Fingerabdrücke des Killers aus der Wohnung mit dem Diamantenversteck zu einer Person gehören, die angeblich vor zwei Jahren verstorben sei, zu der es aber kein Beerdigungsdatum gebe. Brunetti begreift, dass das Innenministerium den Killer auf den Häuptling angesetzt hat und folglich auch dessen Schwester gefährdet ist, die in Venedig eine Lehre als Krankenpflegerin macht. Zusammen mit Sergente Vianello, der einen tödlichen Schuss auf den Killer abgibt, gelingt es ihnen, die Schwester in letzter Sekunde zu retten. Patta erfährt aus einem Zeitungsartikel, dass ein italienisches Firmenkonsortium einen Vertrag über die Ausbeutung von Bodenschätzen mit der angolanischen Regierung abgeschlossen hat; offenbar wollte der italienische Staat die Anführer der Bürgerwehr aus dem Weg räumen, um dem Konsortium das ungestörte Schürfen von Diamanten zu ermöglichen. Patta sieht ein, dass er Brunetti Unrecht getan hat und besteht darauf, dass Brunetti sein befohlenes Versetzungsgesuch wieder zurückzieht. Doch er gewinnt das Vertrauen Brunettis erst dadurch zurück, dass er für die Schwester des Getöteten bereits gefälschte italienische Papiere beschafft und eine scheinbare Beerdigung fingiert hat. So kann sie weiterer Verfolgung entgehen und gewinnt – als italienische Staatsbürgerin – ihre Bewegungsfreiheit zurück.

## Hintergrund
Blutige Steine wurde vom 10. Mai 2006 bis zum 13. Juli 2006 in Venedig und Umgebung gedreht. Die Erstausstrahlung auf Das Erste erfolgte am 22. Mai 2008 zur Hauptsendezeit.

## Kritik
Die Kritiker der Fernsehzeitschrift TV Spielfilm gaben dem Film eine mittlere Wertung, sie zeigten mit dem Daumen zur Seite. Sie urteilten: „Zäh erzählt und hölzern gespielt: Dieser Krimi ist in etwa so knackig wie zerkochte Spaghetti“. und konstatierten: „Da lernt der Italiener, was bräsig bedeutet.“